# La fidanzata di papà
La fidanzata di papà è un film italiano del 2008 diretto da Enrico Oldoini.

## Trama
Massimo, gestore di un hotel di Cortina d'Ampezzo col fratello Eros, cuoco amante delle patate e delle donne, è da poco rimasto vedovo ed ha due figli: Lara e Matteo; quest'ultimo studia a Miami. Lì, Matteo conosce l'italoamericana Barbara e se ne innamora. In poco tempo, i due si fidanzano e lei rimane incinta. Pochi giorni dopo l'arrivo di Massimo, Lara ed Eros, il bambino della coppia nasce insolitamente nero, con gran stupore generale e disprezzo di Matteo verso la sua nuova famiglia, il quale picchia l'afroamericano Tommy, migliore amico ed ex-fidanzato di Barbara, e si ricongiunge con la sua ex-fidanzata Felicity. Si verrà a sapere che non si tratta di nessun tradimento di Barbara, bensì di uno scherzo genetico.
Nonostante questo Angela, madre manager della ragazza, teme sia figlia in realtà di un afroamericano famosissimo con cui era stata e dopo averlo rivelato a Massimo ingaggiano Carmelina, nonna paterna di Barbara, per inventare la paternità di Nino, padre di Barbara ed ex-marito di Angela, di un uomo arrivato dalla Tunisia in Sicilia con cui copulò. Tra i due nonni, Massimo e Angela, scoppia la scintilla; ma Massimo è già impegnato con Luminosa, portinaia e cameriera dell'hotel rimasta in Italia, la quale arriva però a Miami dove reincontra Nino, sua vecchia fiamma, unendosi sotto il dispiacere di Massimo. Eros si innamora di Maria, segretaria di Angela, in realtà un maschio. Mario, cioè Maria, però si innamora di Lara, la quale pian piano capisce della mascolinità della finta donna, che si volatilizza quando trova Eros nel letto. Lara scopre la sua vera natura definitivamente quando i due vanno a letto insieme.
Infine, mentre Mario/Maria rivela ad Eros, pieno di bollori e volente sposarla, che è maschio, Felicity rivela di non essere l'antagonista e fa riconciliare Matteo e Barbara, che si sposano a quattro passi dall’oceano mentre Massimo e Angela parlano del misterioso uomo nero famosissimo.

## Produzione
Per il ruolo di Angela, la produzione aveva pensato in un primo momento a Sophia Loren, poi a Sabrina Ferilli, che però ha rinunciato. Solo dopo la parte è stata assegnata a Simona Ventura. Anche Michela Quattrociocche sarebbe dovuta essere nel cast, nel ruolo della figlia di Angela, Barbara, che poi è stato assegnato a Martina Pinto. Parte del cast del precedente cine-panettone con Massimo Boldi, Matrimonio alle Bahamas, è stata riconfermata per questo lavoro: Biagio Izzo, Enzo Salvi, i Fichi d'India e Loredana De Nardis, nella vita legata sentimentalmente a Boldi.

## Colonna sonora
Nel film appare più volte Chasing Pavements di Adele. La sigla finale del film è Non ti scordar mai di me, cantata da Giusy Ferreri. Mentre quando Mario/Maria si spoglia davanti a Lara, rivelandole la sua vera natura mascolina, la canzone di sottofondo è Lady Marmalade di Christina Aguilera. La canzone del trailer è invece Great DJ dei The Ting Tings. Nel film c’è anche il refrain di This is what you are di Mario Biondi.

## Curiosità
Massimo Boldi e Enzo Salvi fanno un omaggio a Totò e Peppino scrivendo una lettera e pronunciando alcune frasi riconducibili alla famosa lettera che Totò detta a Peppino nel film Totò, Peppino e la... malafemmina.

## Distribuzione
Il film è uscito nelle sale il 14 novembre 2008 e ha incassato complessivamente 7136000 €.